# 아오키 린
아오키 린(일본어: 青木りん, 1985년 2월 28일 ~ )은 일본의 성인 비디오 여배우이다. 본명은 모토야마 스즈카(本山鈴果)이다. 2002년 그라비아 아이돌로 데뷔한 후, 2006년부터 성인 비디오에 출연하였다.